# Hipatodor
Hipatodor (grec antic: Ὑπατόδωρος, llatí: Hypatodorus) va ser un escultor grec natural de la ciutat de Tebes de Beòcia que va florir en temps de Policles el Vell, Cefisòdot el vell i Leòcares, cap a l'any 372 aC, segons Plini el Vell.
Juntament amb Aristogíton de Tebes va fer les estàtues dels dirigents argius i tebans per commemorar la seva victòria a Ènoe (Argòlida) contra els espartans en una aliança amb els atenesos, i que van col·locar al temple d'Apol·lo a Delfos. També va fer una gran estàtua d'Atena a Alifera (Arcàdia), segons Pausànias, però no obstant Polibi l'atribueix a Hecatodor (personatge totalment desconegut) i a Sòstrat.